# Jardin Vortex
Le Jardin Vortex (Vortex Garten) est un jardin panthéiste situé sur la Mathildenhöhe, à Darmstadt, non loin de Francfort-sur-le-Main. Les œuvres de plusieurs sculpteurs, dont John Wolkes, Jacopo Foggini, Jérôme-Abel Seguin et Hyesung Hyun, célèbrent la « force de lévitation » inventée par Viktor Schauberger. Ce jardin privé appartenant à Henry Nold, habitant de Darmstadt, est ouvert au public.

## Nom et concept
Un vortex est un tourbillon creux qui se produit dans un liquide en train de s’écouler. Selon le propriétaire du jardin, ce terme, synonyme de ‘spirale’ ou d’‘hélice’, renvoie à des notions telles qu’ADN, double-hélice et élément constitutif de la vie. Le nom '‘Vortex’' dérive des jeux et cratères d’eau Flowform, dont l’écoulement suit la spirale ou la lemniscate, c’est-à-dire un 8.

## Contexte culturel et historique
Avec la Haus Hubertus, édifiée en 1921 par l’architecte Jan Hubert pour la famille Diefenbach, le Jardin Vortex se veut un hommage au mouvement de la Lebensreform.
Le rayonnement des colonies d’artistes allemandes et suisses de la Mathildenhöhe, de Worpswede, d’Amden et de Monte Verità suscita une émulation chez les bohèmes et les libres-penseurs et fit naître d’autres projets utopistes, ainsi qu’un nouveau contexte pour la pensée alternative en Europe. Le Jardin Vortex s’inspire de la nostalgie du Paradis terrestre, de l'aspiration à un Éden.

## Aménagements

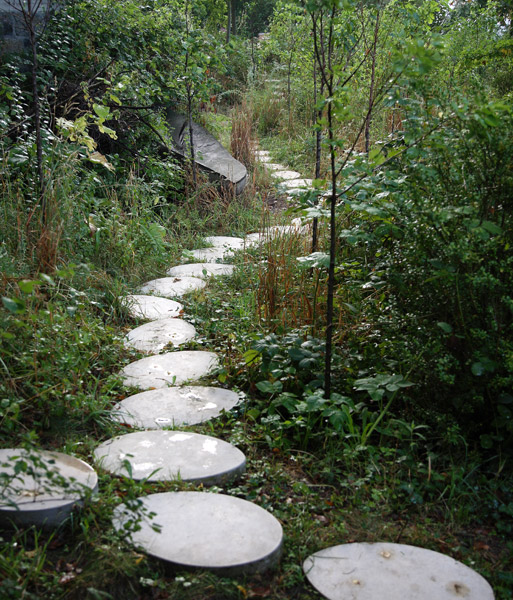
Géométrie de l’œuf.

D’autres thèmes sont abordés dans le Jardin Vortex, comme la géométrie sacrée et les relations numériques, tel le nombre d’or et la suite de Fibonacci. Les mosaïques du parc Güell de Barcelone, aménagé de 1900 à 1914 par Antoni Gaudi, servirent de modèles aux pictogrammes réalisés en mosaïques et en carrelages des cercles de culture, rendus d’après ces proportions. Les cercles de culture ont été immortalisés au 13 Prinz-Christians-Weg, à Darmstadt, sous forme de sculptures en trois dimensions et à échelle réduite, avec une grande précision. Près de l’escalier de l’entrée principale, des pièces de monnaie gravées en bronze ont été appliquées à de courts intervalles, formant une ligne avec 48 pictogrammes différents de cercles de culture. Une photographie de l’allée en berceau du jardin de Goethe, à Weimar, où un pentacle en pierre figure sur le sol, inspiré la mosaïque des cercles de culture en plaques de pierre calcaire, dans le pavillon dont la coupole est ornée de prismes vitrés étincelants.
Les dalles ovoïdes de l’allée, posées autour de la demeure, évoquent la Lune et la reflètent en argent. Le contour des dalles devant l’entrée de la Haus Hubertus correspond à la forme d’un cône hyperbolique vu de côté.
Dans les bassins en cascade aux formes organiques de John Wilkes, l’eau s’écoule en dessinant des lemniscates.
Dans le Jardin Vortex, les soins apportés au sol et le programme de plantation respectent l'environnement, notamment par la présence d'hôtels à insectes.
La pièce d’eau qui occupe une cavité ovoïde, sorte de cratère, entourée d’un caillebotis circulaire, et la sculpture Stalattite de Jacopo Foggini installée dessus ont été créées en souvenir des cratères runiques. Ces cavités, autrefois utilisées pour l’exercice physique, entraînaient des travaux de terrassement considérables. Ici, un entonnoir en cuivre monté sur un trépied, dont l’eau s’écoule en cloche et en spirale, irrigue le biotope.
Plusieurs ruches ont été disposées dans le jardin pour les abeilles à miel.

## Galerie de photos

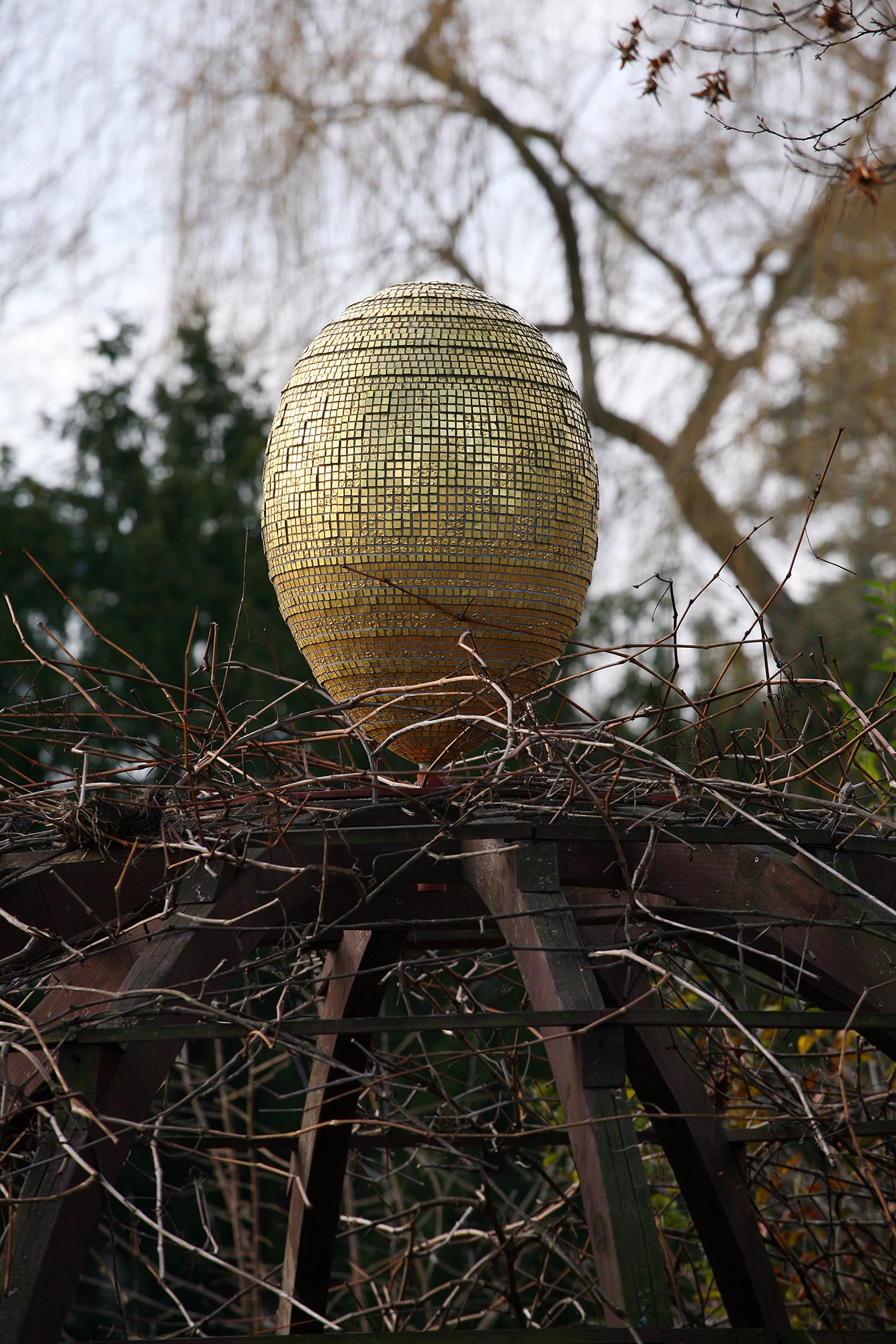
Pavillon
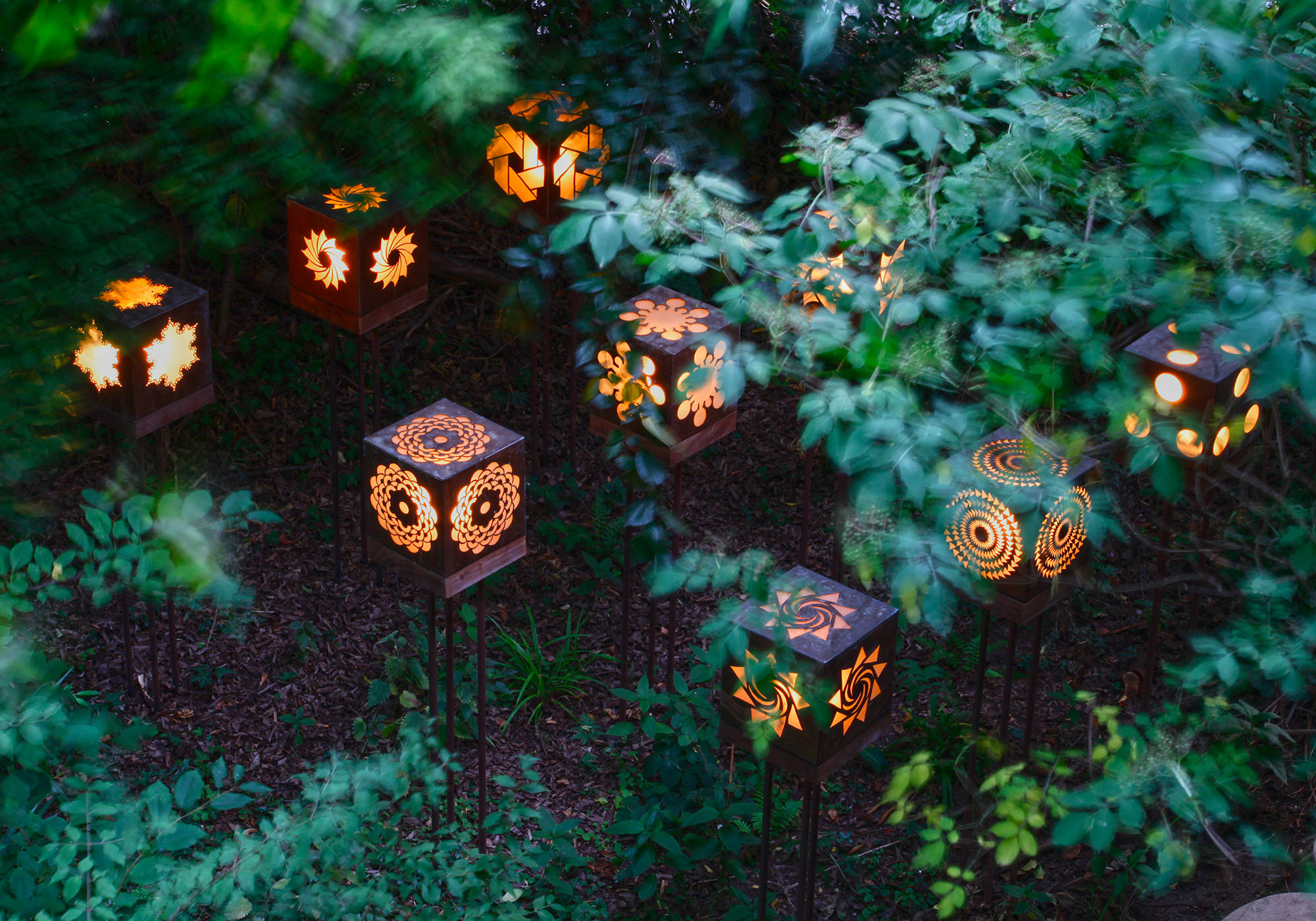
dans les blés-Pictogrammes.
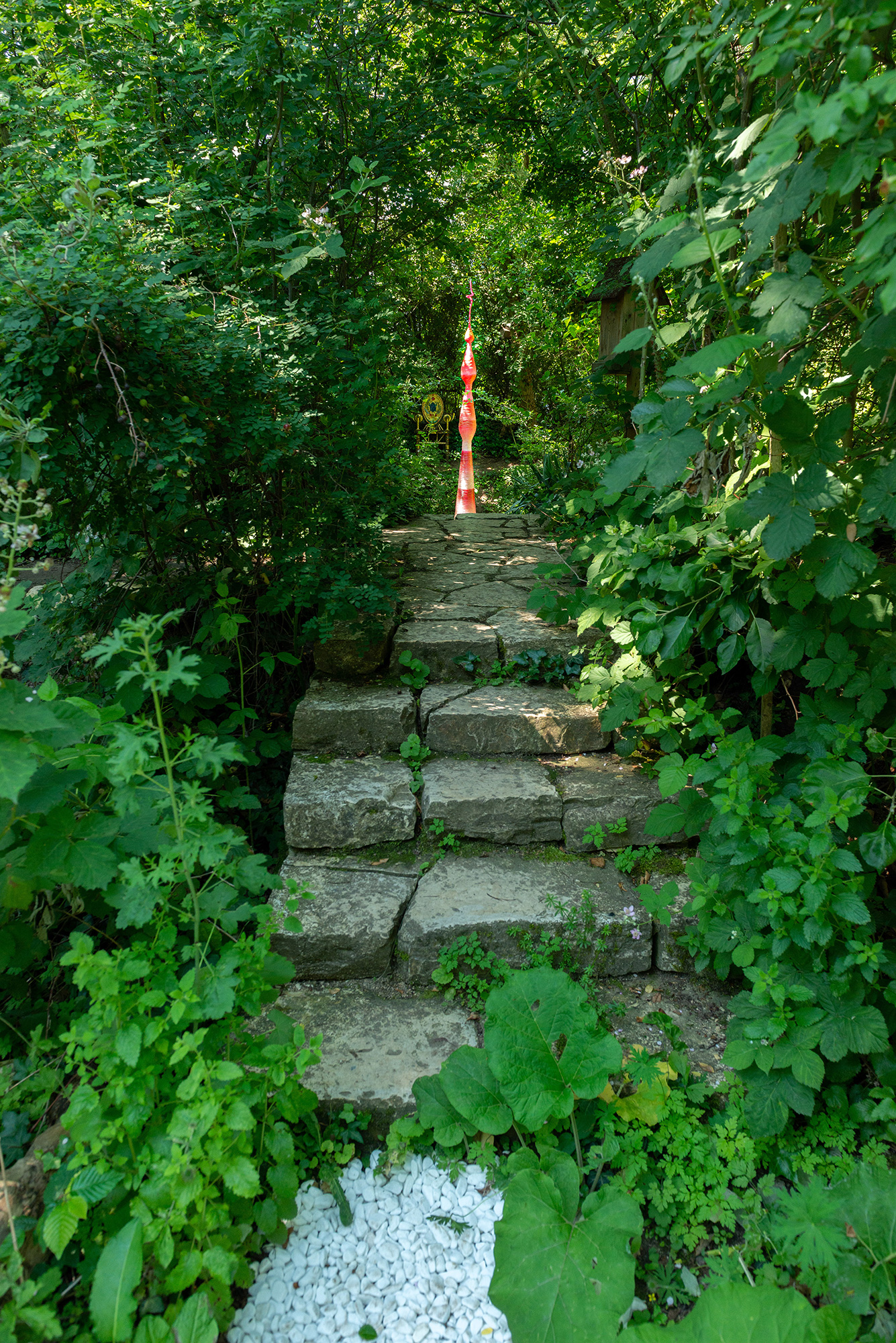
"Stalattite" sculptures de l'artiste Jacopo Foggini.
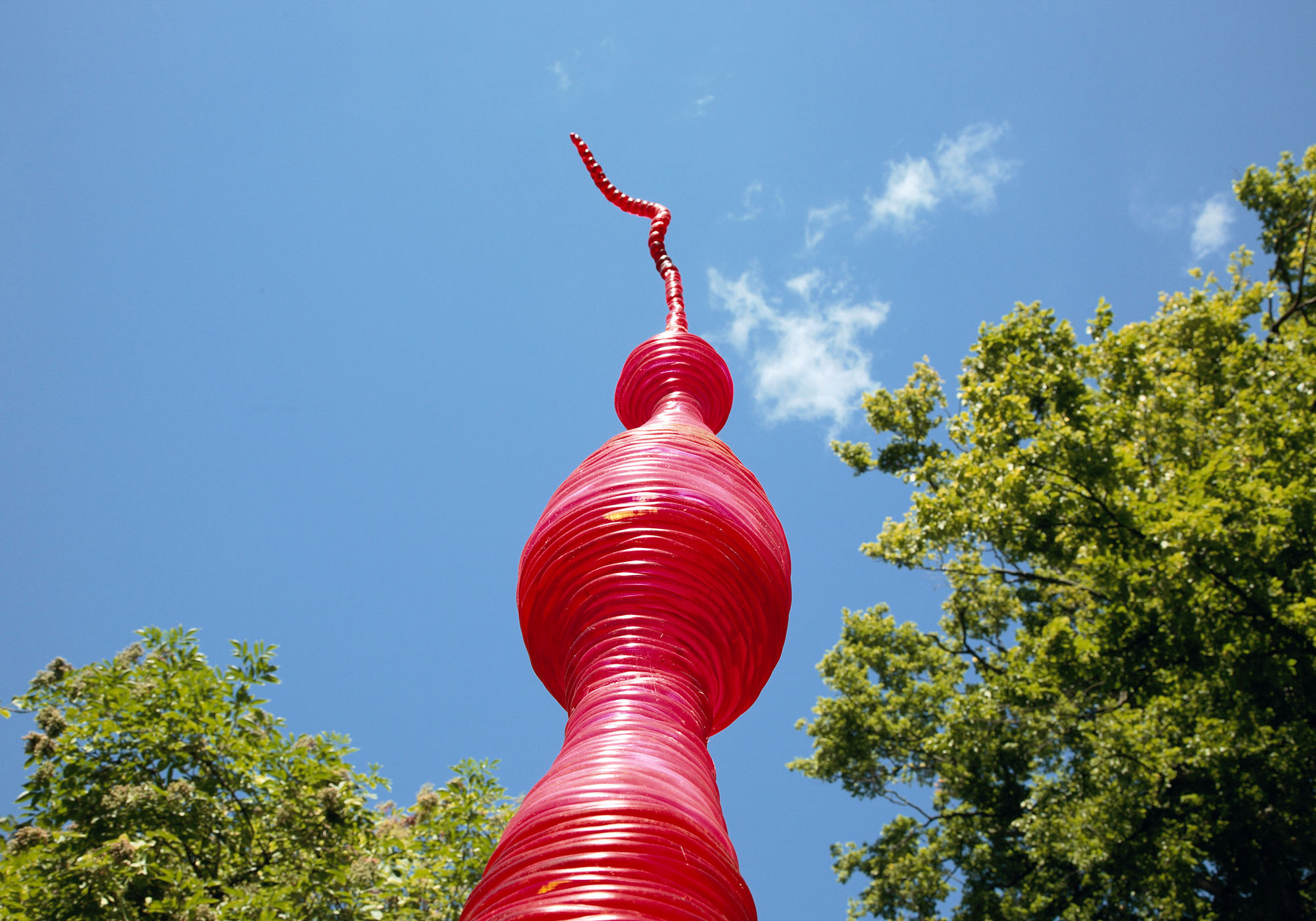
"Stalattite" sculptures de l'artiste Jacopo Foggini.
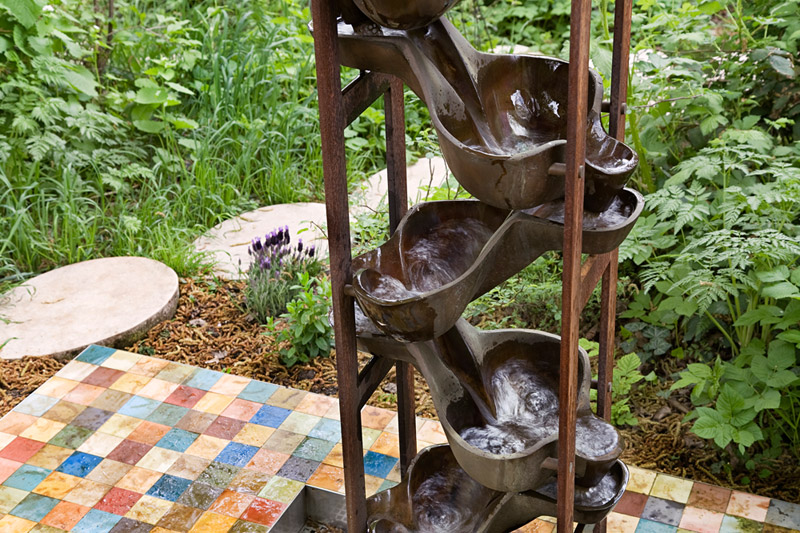
Flowform de cuivre.
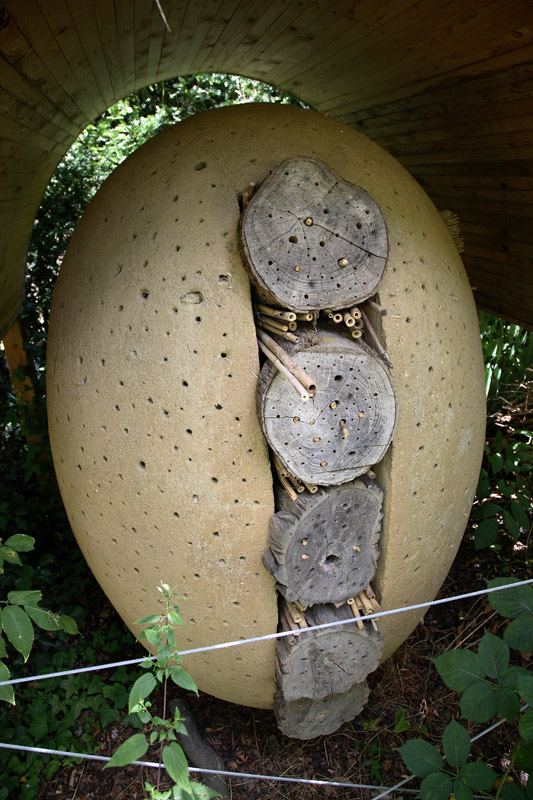
Hôtel pour insectes en argile et en bois.